# Eugène Albert
Pour les articles homonymes, voir Albert.
Eugène Albert, né le 26 avril 1816 à Bruxelles et mort le 11 mai 1890 dans la même ville, est un facteur d'instruments à vent belge, établi à Bruxelles et principalement connu pour ses clarinettes basées sur un système de clétage de son invention, appelé système Albert. 

## Biographie
Eugène Albert nait le 26 avril 1816 à Bruxelles.
Eugène Albert se forme et travaille pendant 12 ans auprès d'Adolphe Sax à Bruxelles avant de monter sa propre société de facture de clarinettes. 

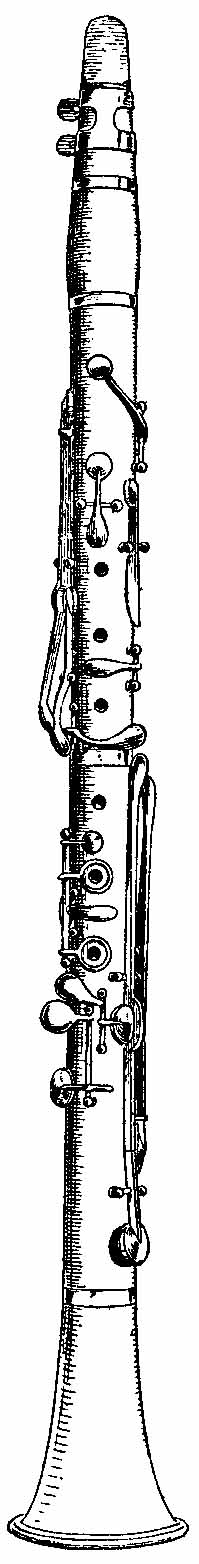
Clarinette système Albert (12 clés / 2 anneaux).

Son activité débute autour de 1839 et ses fils, Jean-Baptiste (1845–1899), Jacques (1849–1918) et Joseph-Eugène connu sous le nom d'E. J. Albert (1860-1931), poursuivent la fabrication de clarinettes jusqu'à la fin de la Première Guerre mondiale.
Les instruments fabriqués par Eugène Albert sont très bien ouvragés et finement réglés. Ses clarinettes, importées de Bruxelles, étaient très populaires en Angleterre, où le clarinettiste virtuose du temps, Henry Lazarus (1815-1895), possédait huit instruments d'Albert. Néanmoins Lazarus recommandait les clarinettes à anneaux mobiles (système Boehm) à ses élèves. Lorsque Boosey & Co. (aujourd'hui Boosey & Hawkes) décide de commencer la facture de clarinette, Albert se rend à Londres en tant que consultant. 
Il est probable que ce soit E. J. Albert et non Eugène, qui vers 1890 fabrique le premier modèle de clarinette contralto en fa.
Eugène Albert meurt le 11 mai 1890 à Bruxelles.

## Système Albert
Le modèle de clarinette qu'il a conçu est encore largement connu, en particulier aux États-Unis, en tant qu'« Albert system » (système Albert, ou encore simple system en Angleterre) bien que ce modèle soit essentiellement le même que celui d'Iwan Müller, instrument à treize clés, avec quelques ajouts d'améliorations inspirées de son maître, Adolphe Sax; Sax étant le premier à utiliser les clés en anneaux sur la clarinette. En 1840, il effectue une amélioration sur la clarinette à 13 clés d'Iwan Müller, en ajoutant deux anneaux ouverts mobiles, ou brille (cercles de lunettes en allemand), sur le corps de la main droite, et en supprimant la clé du si/fa♯  (rappelons qu'à la même période Adolphe Sax a créé une clarinette avec 24 clés en 1835). Il en résulte la clarinette dite «système Albert» à 12 (voire 13) clés / 2 anneaux. 
Une des caractéristiques notables des clarinettes d'Albert pour le marché anglais réside dans la longue clé de registre enroulée autour de l'instrument débouchant le trou de douzième situé sur le haut du corps permettant d'éviter son bouchage par la condensation. 
La même année, Albert, s'inspirant des modifications de Müller et des anneaux d'Adolphe Sax, crée un nouveau système de jeu de clés, en ajoutant deux anneaux au corps supérieur, donnant la clarinette à 13 clés / 4 anneaux. Ses instruments sont réputés pour avoir des «meilleur timbre et intonation que les modèles du temps de Boehm». 
Vers 1850, il dote ses clarinettes du mécanisme breveté du do  articulé. 

Clarinettes système Albert
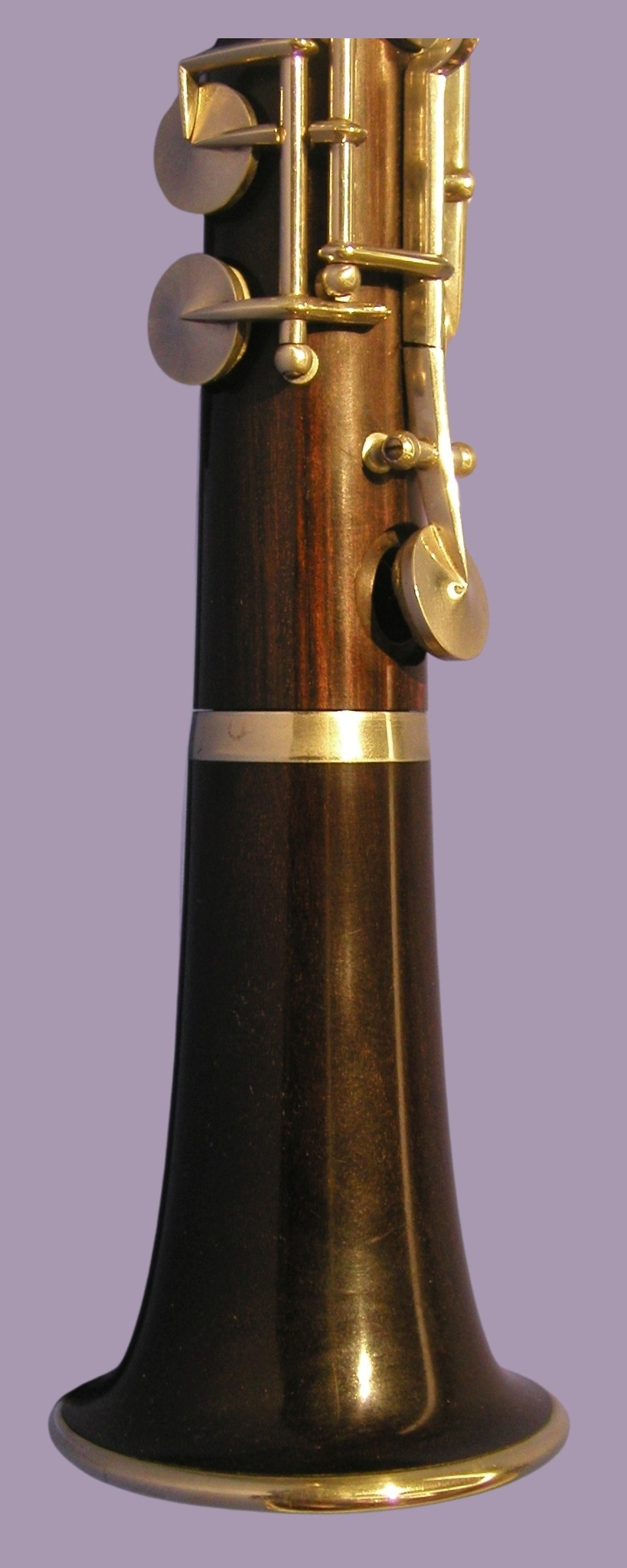
Détail de clé articulée mi bémol grave typique.
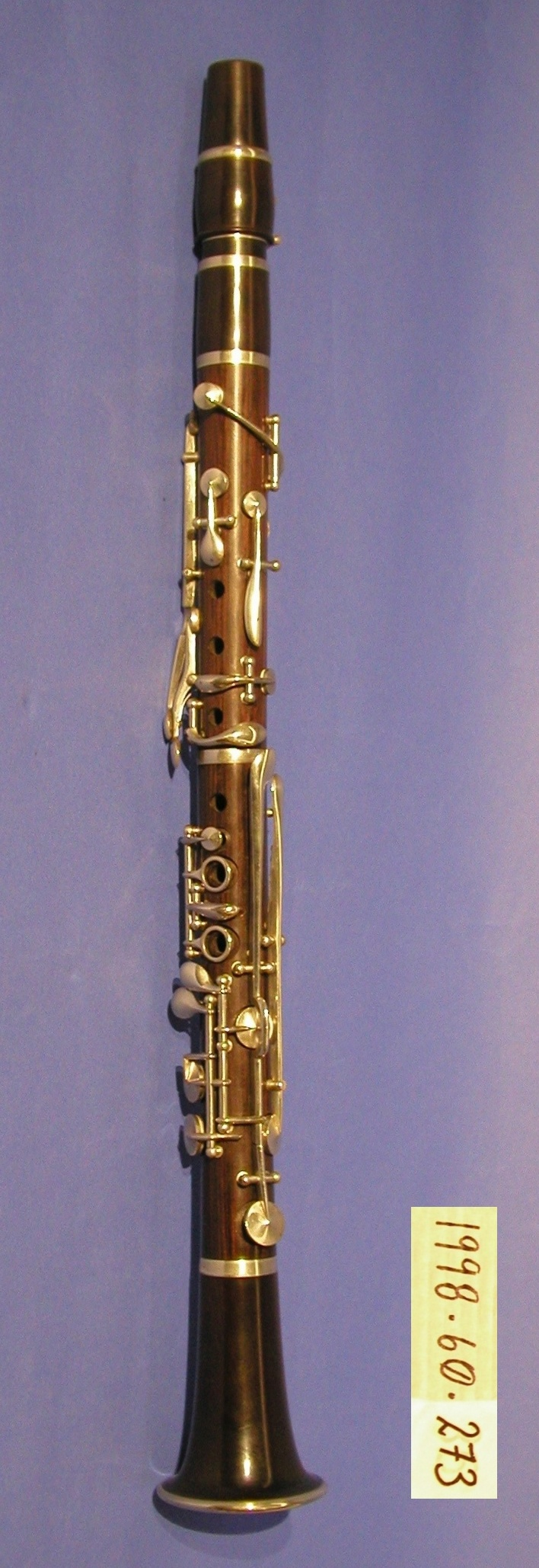
Clarinette en Ut (ca 1900).
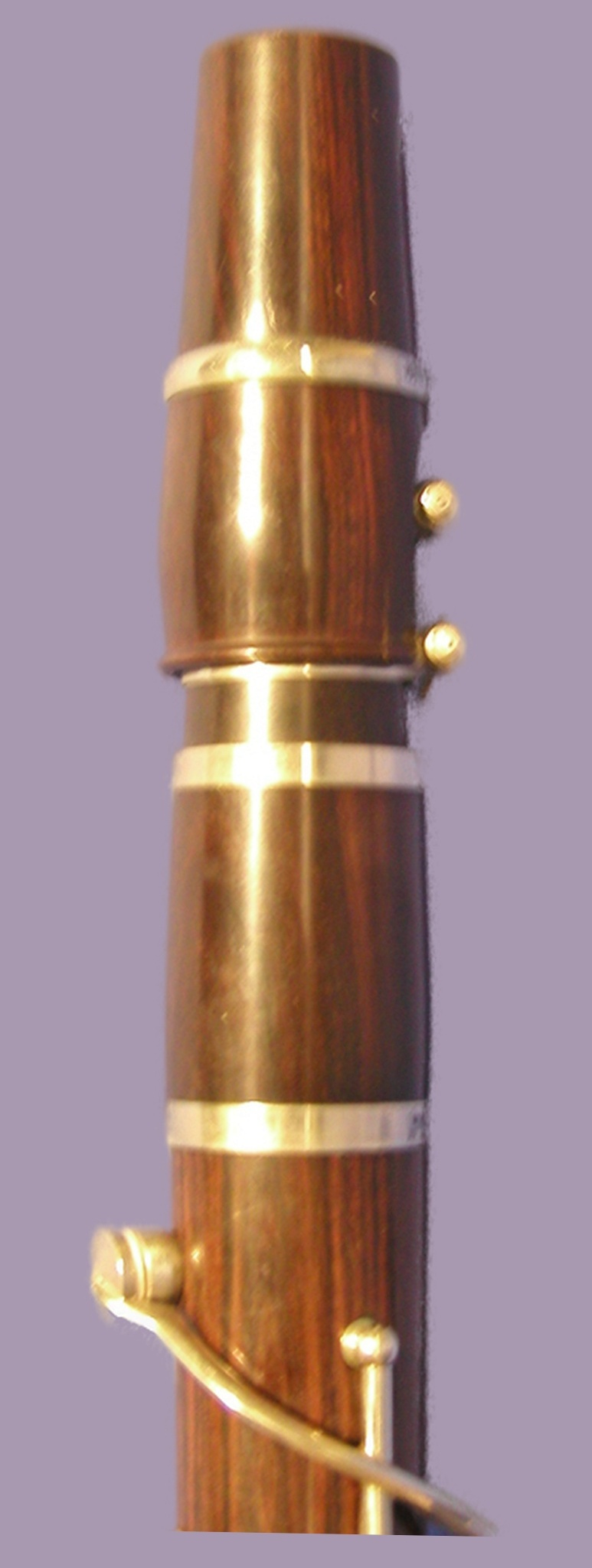
Détail clé de registre enroulée Albert - marché anglais

Les instruments d'Eugène Albert sont presque tous fabriqués pour un diapason très haut : la3 à 452 Hz (Albert High pitch), ce qui signifie qu'après la Première Guerre mondiale, peu de clarinettistes professionnels en ont joué. Son fils, E.J. Albert, élargit la gamme de ses clarinettes et les accorde sur le la3 à 440 Hz (Albert Low pitch) . Ainsi sa réputation a perduré bien après sa mort et ses instruments ont été joués jusqu'à la fin du XXe siècle.
Le système Albert a continué à évoluer au début du XXe siècle pour pallier les limites de doigtés et leur manque de flexibilité et également s'adapter à la concurrence du système Boehm: ajout de 2 anneaux  à la main gauche dit Barret action, système "Improved Albert" par Henri Selmer Paris (années 1920-1930; six anneaux,  clé de sol# articulé, clé alternée ré#/sol#),  système Full-Albert (analogue au Full-Boehm)...

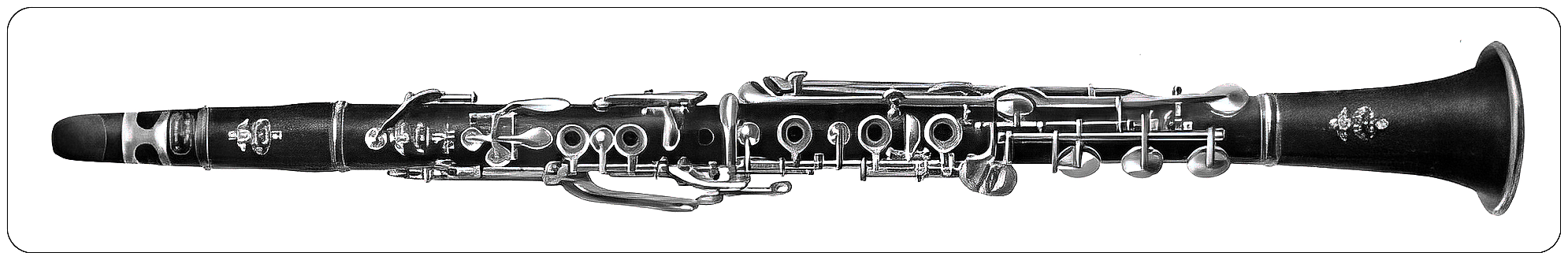
clarinette système Albert amélioré (catalogue Selmer de 1910, modèle 43B), 20 clés, 4 anneaux.

Le système Albert présente des défauts qui ont conduit à son remplacement progressif au XXe siècle par le système Boehm:
- il est difficile à jouer - l'écartement des doigts est assez important, en particulier pour la main droite, et il manque de doigtés alternatifs;
- il n'est pas standardisé - aujourd'hui, il existe divers modèles allant de 18 à 27 clés avec 2, 4, 5 ou 6 anneaux;
- il est difficile à fabriquer et coûte cher;
- il est fragile - la clarinette possède quelques longs leviers et de nombreuses vis de réglage.

Une tablature des doigtés des clarinettes en système Albert/Oehler est donnée à titre d'exemple dans cette référence.

## Le système Albert auXXesiècleet auXXIesiècle
Le système Albert reste principalement utilisé par les clarinettistes qui interprètent de la musique folklorique biélorusse, russe, ukrainienne et turque, ainsi que dans les styles Klezmer et Dixieland. Souvent, ces musiciens préfèrent le système Albert en raison de la facilité de produire des notes en glissando grâce à l'absence d'anneaux et de plateaux sous leurs doigts.

## Le son de la clarinette Jazz Nouvelle-Orléans
Le son plaintif semblable à « un gémissement » des clarinettes de Jazz Nouvelle-Orléans enregistré dans les années 1910-1920 est typique des clarinettes Albert utilisées par Jimmie Noone, Barney Bigard, Albert Nicholas et George Lewis,. Ce son "traditionnel" a été progressivement abandonné à partir des années 1940 à la suite de la généralisation des clarinettes système Boehm.
De nos jours, le clarinettiste Evan Christopher perpétue le jeu de la clarinette Albert dans le style traditionnel New Orleans.